# Macun (métro de Nanning)
Pour les articles homonymes, voir Macun.
Macun (chinois : 麻村站 / pinyin : Mácūn zhàn / zhuang : Camh Mazcunh) est une station de métro de la ligne 1 du métro de Nanning. Ouverte le 28 décembre 2016, la station comprend quatre entrées et une seule plateforme.

## Situation ferroviaire
La station est située dans le district de Qingxiu de la ville de Nanning et est la quinzième station à partir de Shibu (onzième à partir de la gare de Nanning est). Elle est située de part et d'autre du boulevard Minzu dadao et de la rue Yuanhunan Lu.

## Histoire
La station est ouverte le 28 décembre 2016.

## Service des voyageurs

### Horaires
Accessible les sept jours de la semaine, la station est ouverte de 6h00 à 23h00. De 7h30 à 9h00 et de 17h30 à 19h30, le métro y passe aux 6 minutes et demie, tandis qu'il passe aux 7 minutes le reste de la journée. Les premiers et derniers passages en direction de Shibu sont à 6h36 et 22h22, tandis que ceux en direction de la gare de Nanning est sont à 6h48 et 22h33.
La station est desservie par les autobus 6, 8, 11, 14, 20, 33, 34, 47, 60, 65, 79, 86, 211, 215, 704 et une autre ligne.

### Entrées et sorties
La station est accessible par quatre entrées différentes, de part et d'autre du boulevard Minzu Dadao et de la rue Yuanhunan Lu. La sortie A comprend un ascenseur pour les personnes handicapées.
| Numéro                                         | Destinations proches |
| ---------------------------------------------- | --- |
| Sortie A                                       | Minzu Dadao (boulevard des Nationalités), Yuanhunan Lu (rue Yuanhu sud), Xinzhu Lu (rue de Hsinchu), Liwan Lu (rue de Liwan), Station de radiodiffusion du peuple du Guangxi (zh), Station de télédiffusion du Guangxi (zh), École maternelle du ministère de l'Éducation, École d'enseignement à la maternelle du Guangxi |
| Sortie B                                       | Yuanhu Lu Xiyili (ruelle sud No. 1 de la rue Yuanhu), École primaire Xinghu, Édifice du travail et de la sécurité sociale, Centre de surveillance sur la consommation de drogues du Guangxi |
| Sortie C                                       | Yuanhu Lu Dongyili (ruelle est No. 1 de la rue Yuanhu), Centre commercial de Macun, Dortoirs de l'Institut des Postes et des Télécommunications du Guangxi, Édifice Debao |
| Sortie D                                       | Grand Hôtel Hawaï, Édifice Qixiang, Poste de police de Xinghu |
| Légende： Ascenseur pour personnes handicapées | |

### Desserte et structure
La gare a deux étages au-dessous du sol et ses trois entrées sont au niveau du sol. Le premier sous-sol contient les divers commerces et postes de services, tandis que le quai d'embarquement se situe au second.
| Niveau 0   | Entrées et sorties                                           | Entrées et sorties                                         |
| Sous-sol 1 | Salle d'accueil                                              | Service à la clientèle, boutiques et guichet libre-service |
| Sous-sol 2 |                                                              | Ligne 1 Voie 1 : En direction de Shibu                     |
| Sous-sol 2 | Quai central                                                 |                                                            |
| Sous-sol 2 | Ligne 1 Voie 2 : En direction de la Gare de Nanning-est (zh) |                                                            |